# Peter Meyer
Peter Meyer (ur. 18 lutego 1940 w Düsseldorfie) – niemiecki piłkarz grający na pozycji napastnika, reprezentant kraju.

## Kariera piłkarska

### Wczesna kariera
Peter Mayer karierę piłkarską rozpoczął w juniorach Wersten 04, a następnie reprezentował barwy juniorów TuRU Düsseldorf. W 1960 roku podpisał profesjonalny kontrakt z Fortuną Düsseldorf. W sezonie 1961/1962 dotarł do finału Pucharu Niemiec, w którym 29 sierpnia 1962 roku na Niedersachsenstadion w Hanowerze Flingeranerzy przegrali 2:1 po dogrywce z FC Nürnberg. W sezonie 1964/1965 w rozgrywkach Regionalligi zachodniej z 24 golami został ex aequo wraz z Berndem Ruppem królem strzelców Regionalligi zachodniej, natomiast w sezonie 1965/1966 po wygraniu Regionalligi zachodniej awansował z klubem do rundy finałowej, a awans do Bundesligi, w której po zdobyciu dwóch goli w wygranym 5:1 w decydującym meczu z Kickers Offenbach, Fortuna Düsseldorf wygrała z 8 punktami Grupę 1 i tym samym awansowała do Bundesligi, jednak po roku gry, zajmując w sezonie 1966/1967 (Meyer rozegrał 25 meczów, w których zdobył 8 goli) 17. miejsce klub spadł do Regionalligi zachodniej, a Meyer nie otrzymał oferty przedłużenia umowy i tym samym opuścił klub, w których rozegrał 174 mecze, w których zdobył 119 goli, dzięki czemu jest najlepszym strzelcem w historii klubu.

### Borussia Mönchengladbach
Meyer po sezonie 1966/1967 uzgodnił wstępne warunki umowy z MSV Duisburg, jednak Meyer ostatecznie podpisał kontrakt z Borussią Mönchengladbach po tym, jak wizytę w warsztacie samochodowym, w którym pracował, złożył zawodnik drużyny Źrebaków – Günter Netzer, który przekonał go do dołączenia do drużyny Źrebaków. Debiut zaliczył 19 sierpnia 1967 roku w wygranym 4:3 meczu wyjazdowym z Schalke Gelsenkirchen, w którym Meyer zdobył hat tricka, a łącznie w rundzie jesiennej sezonu 1967/1968 zdobył 19 goli.
Świetny sezon w wykonaniu Meyera przerwała kontuzja, której doznał w styczniu 1968 roku podczas meczu treningowego w Duisburgu (złamanie kości piszczelowej i strzałkowej po zderzeniu z bramkarzem Źrebaków – Volkerem Dannerem, po której nigdy w pełni nie wyzdrowiał i wymagał drugiej operacji po zbyt szybkim powrocie do treningu po tym incydencie.
W drużyną Źrebaków dwukrotnie zajął 3. miejsce w Bundeslidze (1968, 1969 – Meyer nie rozegrał żadnego meczu). Na boisko powrócił 23 sierpnia 1969 roku w wygranym 2:1 meczu domowym z Bayernem Monachium, jednak w 46. minucie został zmieniony przez Wernera Kaisera i był to jego ostatni mecz w Bundeslidze. Po sezonie 1969/1970, w którym Źrebaki zdobyły mistrzostwo Niemiec, opuścił klub.

### Ostatnie lata
Peter Meyer po opuszczeniu Borussii Mönchengladbach przeszedł do występującego w Verbandslidze okręgu Dolny Ren VfL Benrath, a następnie został zawodnikiem Viktorii 02, po czym zakończył piłkarską karierę.
Łącznie w Bundeslidze rozegrał 44 mecze, w których zdobył 27 goli.

## Kariera reprezentacyjna
Peter Meyer w 1967 roku został powołany przez selekcjonera reprezentacji RFN – Helmuta Schöna do drużyny Die Mannschaft. Swój jedyny mecz w reprezentacji RFN rozegrał 17 grudnia 1967 roku na Stadiumi Kombëtar „Qemal Stafa” w Tiranie w decydującym meczu eliminacyjnym mistrzostw Europy 1968 z reprezentacją Albanii, który zakończył się bezbramkowym remisem, w wyniku którego reprezentacja RFN nie zakwalifikowała się na turniej turniej finałowy we Włoszech, jest potocznie nazywany tzw. Hańbą Tirany.

## Statystyki

### Reprezentacyjne
| Reprezentacja | Rok     | Mecze | Gole |
| ------------- | ------- | ----- | ---- |
| RFN           | 1967    | 1     | 0    |
| Łącznie       | Łącznie | 1     | 0    |

| Mecze i gole w reprezentacji | Mecze i gole w reprezentacji | Mecze i gole w reprezentacji | Mecze i gole w reprezentacji | Mecze i gole w reprezentacji | Mecze i gole w reprezentacji | Mecze i gole w reprezentacji |
| Lp.                          | Data                         | Miasto                       | Przeciwnik                   | Wynik                        | Gole                         | Rozgrywki                    |
| ---------------------------- | ---------------------------- | ---------------------------- | ---------------------------- | ---------------------------- | ---------------------------- | ---------------------------- |
| 1.                           | 17.12.1967                   | Karlsruhe                    | Albania                      | 0:0                          | Gol                          | El. Euro 1968                |

## Sukcesy

### Zawodnicze
Fortuna Düsseldorf
- Finał Pucharu Niemiec: 1962
- Awans do Bundesligi: 1966

Borussia Mönchengladbach
- Mistrzostwo Niemiec: 1970
- 3. miejsce w Bundeslidze: 1968, 1969

### Indywidualne
- Król strzelców Regionalligi zachodniej: 1965 (24 gole)